# إدوين مونرو ستانلي
إدوين مونرو ستانلي (بالإنجليزية: Edwin Monroe Stanley)‏ هو محامي وقاضي أمريكي، ولد في 9 مارس 1909 في مقاطعة فورسيث في الولايات المتحدة، وتوفي في 23 ديسمبر 1971.